# Папуга, що говорить на їдиш
Папуга, що говорить на їдиш (рос. Попугай, говорящий на идиш) — художній фільм 1990 року режисера Ефраїма Севели. За повістю Ефраїма Севели «Мама».

## Сюжет
Так і не навчившись зав'язувати шнурки, проте завдяки саме цій властивості своїх рук, молодий Янкель Лапідус в роки другої світової війни буде і найманим легіонером, і потрапить в полон, і пройде по Сицилії з армією союзників, і виявиться в Індокитаї на Першій Індокитайської війні. І скрізь йому, що залишився в живих орденоносцю і недотепі Янкелю, буде супроводжувати слава і успіх…

## У ролях
- Рамаз Іоселіані — Янкель Лапидус
- Авангард Леонтьєв — Заремба
- Марія Поліцеймако — пані Лапидус
- Семен Фарада — Хаймович
- Альгіс Матульоніс — Курт
- Аудрис Мечисловас Харадавичюс — поліцейський
- Анна Афанасьєва — Каролина
- Юлія Менакерман — дівчина
- Карина Морітц — дівчина

## Знімальна група
- Сценарист і режисер-постановник: Ефраїм Севела
- Оператори-постановники: Вадим Авлошенко, Феликс Гілевич, Володимир Дмитриєвський
- Композитор: Ісаак Шварц
- Художники-постановники: Леонід Розсоха, Альгірдас Ничюс